# Marieta Dá Mesquita
Marieta de Morais Dá Mesquita (20 de abril de 1955-31 de octubre de 2011) fue una historiadora, e investigadora portuguesa.
Obtuvo una licenciatura en historia, por la Facultad de Letras de la Universidad Clásica de Lisboa. Y el doctorado por la Facultad de Arquitectura de la Universidad Técnica de Lisboa Archivado el 21 de junio de 2005 en Wayback Machine., desarrollando actividades académicas como profesora auxiliar de esa Institución, donde coordinaba la Sección de Historia y Fenomenología de Arquitectura y Urbanismo.
Repartía su actividad académica entre la investigación y la docencia en la Facultad de Arquitectura de la Universidad Técnica de Lisboa y en la Facultad de Arquitectura de la Universidad de Oporto.
Fue asesora y supervisora científica de un gran número de máster y tesis doctorales. Recientemente ha codirigido varias tesis de Maestría en Arquitectura.

## Algunas obras publicadas
- Revistas de Arquitectura: Arquivo(s) da Modernidade. Caleidoscópio, junio de 2011. ISBN 9789896581107[2]

- Teoria e Crítica de Arquitectura Século XX. Con José Manuel Rodrigues (coordinación); Ana Tostões; Jorge Figueira; Bandeirinha, José António; Maria Calado; Marieta Dá Mesquita; Michel Toussaint; Nuno Grande; Ricardo Carvalho (orgs.) Lisboa: Caleidoscópio. 2010

- História e arquitectura uma proposta de investigação: o Palácio dos Marqueses de Fronteira como situação exemplar da arquitectura residencial erudita em Portugal. Lisboa, 1992, 3 vols. Tesis de Doctorado, texto policopiado

- Revista Arte Teoría, vol. 8 (2006)[3]

- - Casas Urbanas de Lisboa – Memórias e Metamorfoses

- - Uma releitura de um projecto de Ventura Terra através da Construção Moderna (con Inês Domingues Serrano)

- Harmonia e proporçao, protagonistas de desenyo arquitectónico: constantes no pensamento gráfico entre Occidente e o Oriente : uma interpretaçao portuguesa. Con Mário S. Ming Kong, Marta Llorente Díaz. Contribuidores Universitat Politècnica de Catalunya. Departament de Composició Arquitectònica, Escola Tècnica Superior d'Arquitectura de Barcelona. 586 pp. 2006

- Vasco da Gama e os Humanistas no Alentejo, de D. João II (1481-1495) a D. João III (1521-1557): O Pensamento e a Técnica do Tardo-Gótico ao Maneirismo[4]

- A Águia. Vol. 27 de Testemunhos contemporâneos. Editor Publicações Alfa, 239 pp. 1989

### Como editora
- armando malheiro da Silva. 2006. Sidónio e Sidonismo: História de uma vida. Selección, prólogo y notas de Marieta Dá Mesquita. Serie Investigação (Coímbra) Editor Imprensa da Univ. de Coimbra, 431 pp. ISBN 9728704534, ISBN 9789728704537 en línea

### Capítulos de libros
- (2010), “Anos 60-70”. En: José Manuel Rodrigues (coordinación); Ana Tostões; Jorge Figueira; José António Bandeirinha; Maria Calado; Marieta Dá Mesquita; Michel Toussaint; Nuno Grande; Ricardo Carvalho (selección de) (orgs.) Teoria e Crítica de Arquitectura Século XX. Lisboa: Caleidoscópio, 451-453